# Shanghai International Circuit
Der Shanghai International Circuit (上海奧迪國際賽車場 / 上海奥迪国际赛车场,  Shànghǎi Aòdí Guójì Sàichēchǎng) ist eine Motorsport-Rennstrecke in der Volksrepublik China, die nahe der Metropole Shanghai liegt. Seit 2004 wird dort jährlich der Große Preis von China der Formel 1 ausgetragen. Von 2005 bis 2008 fand zudem viermal der Große Preis von China im Rahmen der Motorrad-Weltmeisterschaft statt.

## Beschreibung

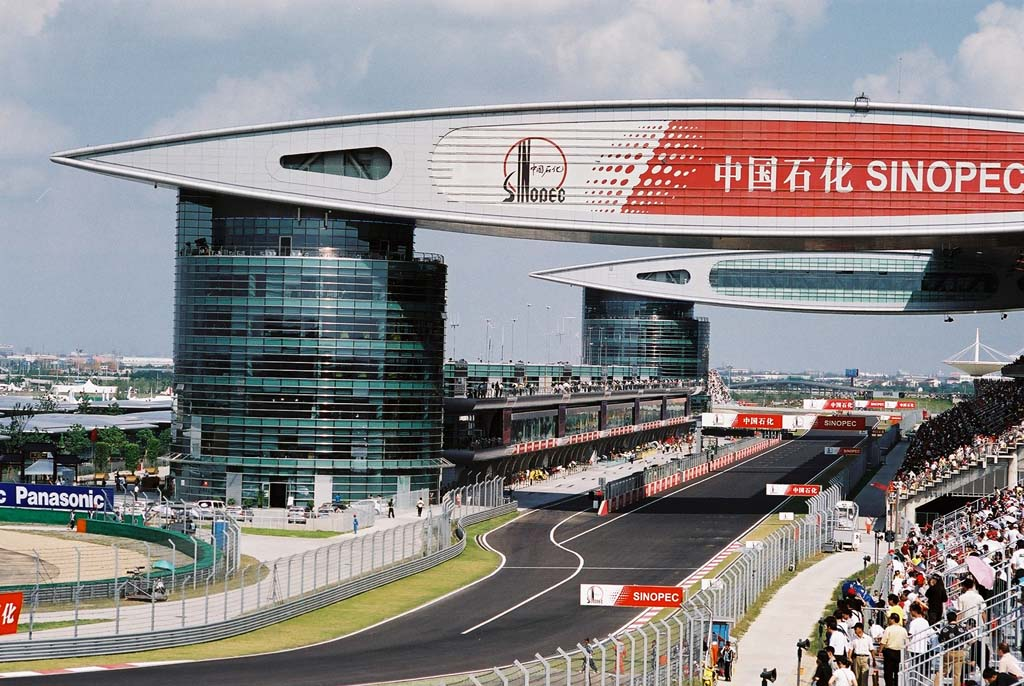
Shanghai International Circuit

Die Rennstrecke ist eines der vielen Prestigeobjekte der Chinesen, die damit weltweit ihr technisches Know-how und ihre wirtschaftliche Schaffenskraft demonstrieren wollen. Sie liegt rund 25 km nordwestlich vom Zentrum Shanghais und weist einige Besonderheiten auf. Zum einen bietet sie eines der modernsten Fahrerlager aller derzeitigen Formel-1-Kurse, das eng an den chinesischen Baustil der Umgebung angepasst ist. Zum anderen baute der deutsche Architekt Hermann Tilke die so genannte „Schneckenkurve“ ein. Sie ist an die Bauweise eines Schneckenhauses angelehnt und verengt ihren Kurvenradius daher zunehmend. Ansonsten ist die Strecke − wie fast allen modernen Kurse − sehr breit ausgelegt und von weiten Auslaufflächen gesäumt. Die Unfallgefahr soll dadurch möglichst gering gehalten werden.
Weil der Untergrund der Rennstrecke zum großen Teil aus weichem Sediment und Sumpf bestand, musste man beim Bau eine große Menge Polystyrol verwenden, damit die Strecke „auftreibt“ und nicht absackt. Laut Tilke wurde der chinesische Markt „leergekauft“, um das Projekt zu realisieren. Die Anlage stellt damit einen Meilenstein im Tiefbauingenieurswesen und der Architektur dar.
Des Weiteren mussten aufgrund des sumpfigen Bodens über die gesamte Anlage verteilt rund 43.000 Pfahlgründungen erbracht und mit circa 80 Bohrgeräten gearbeitet werden. Um die Fahrbahn auch bei starken Regenfällen schnell und zuverlässig zu entwässern, wurden große Speicherseen in der Nähe des Fahrerlagers angelegt, die bei Bedarf mit anfallendem Regenwasser gefüllt werden.
Das Design des Kurses wurde nach Angaben der Betreiber der Form des chinesischen Schriftzeichens shàng 上 – „aufwärts, nach oben“ nachempfunden, das auch im Städtenamen Shànghăi (上海 – „hinauf aufs Meer“) vorkommt.

## Sonstiges
2020, 2021, 2022 und 2023 wurde das Formel-1-Rennen aufgrund der COVID-19-Pandemie abgesagt. 2024 wurde der Große Preis nach drei Jahren Pause wieder ausgetragen. Auch die Formel E machte 2024 erstmals dort mit dem Shanghai E-Prix Station.

## Statistik

### Alle Sieger von Formel-1-Rennen in Shanghai
| Nr. | Jahr      | Fahrer                                  | Konstrukteur                            | Motor                                   | Reifen                                  | Zeit                                    | Streckenlänge                           | Runden                                  | Ø-Tempo                                 | Datum                                   | GP von |
| --- | --------- | --------------------------------------- | --------------------------------------- | --------------------------------------- | --------------------------------------- | --------------------------------------- | --------------------------------------- | --------------------------------------- | --------------------------------------- | --------------------------------------- | ------ |
| 1   | 2004      | Rubens Barrichello                      | Ferrari                                 | Ferrari                                 | B                                       | 1:29:12,420 h                           | 5,451 km                                | 56                                      | 205,313 km/h                            | 26. September                           | China  |
| 2   | 2005      | Fernando Alonso                         | Renault                                 | Renault                                 | M                                       | 1:39:53,618 h                           | 5,451 km                                | 56                                      | 183,235 km/h                            | 16. Oktober                             | China  |
| 3   | 2006      | Michael Schumacher                      | Ferrari                                 | Ferrari                                 | B                                       | 1:37:32,747 h                           | 5,451 km                                | 56                                      | 187,645 km/h                            | 1. Oktober                              | China  |
| 4   | 2007      | Kimi Räikkönen                          | Ferrari                                 | Ferrari                                 | B                                       | 1:37:58,395 h                           | 5,451 km                                | 56                                      | 186,826 km/h                            | 7. Oktober                              | China  |
| 5   | 2008      | Lewis Hamilton                          | McLaren                                 | Mercedes                                | B                                       | 1:31:57,403 h                           | 5,451 km                                | 56                                      | 199,050 km/h                            | 19. Oktober                             | China  |
| 6   | 2009      | Sebastian Vettel                        | Red Bull                                | Renault                                 | B                                       | 1:57:43,485 h                           | 5,451 km                                | 56                                      | 155,481 km/h                            | 19. April                               | China  |
| 7   | 2010      | Jenson Button                           | McLaren                                 | Mercedes                                | B                                       | 1:46:42,163 h                           | 5,451 km                                | 56                                      | 171,542 km/h                            | 18. April                               | China  |
| 8   | 2011      | Lewis Hamilton                          | McLaren                                 | Mercedes                                | P                                       | 1:36:58,226 h                           | 5,451 km                                | 56                                      | 188,758 km/h                            | 17. April                               | China  |
| 9   | 2012      | Nico Rosberg                            | Mercedes                                | Mercedes                                | P                                       | 1:36:26,929 h                           | 5,451 km                                | 56                                      | 189,928 km/h                            | 15. April                               | China  |
| 10  | 2013      | Fernando Alonso                         | Ferrari                                 | Ferrari                                 | P                                       | 1:36:26,945 h                           | 5,451 km                                | 56                                      | 189,778 km/h                            | 14. April                               | China  |
| 11  | 2014      | Lewis Hamilton                          | Mercedes                                | Mercedes                                | P                                       | 1:33:28,338 h                           | 5,451 km                                | 54                                      | 188,824 km/h                            | 20. April                               | China  |
| 12  | 2015      | Lewis Hamilton                          | Mercedes                                | Mercedes                                | P                                       | 1:39:42,008 h                           | 5,451 km                                | 56                                      | 183,590 km/h                            | 12. April                               | China  |
| 13  | 2016      | Nico Rosberg                            | Mercedes                                | Mercedes                                | P                                       | 1:38:53,891 h                           | 5,451 km                                | 56                                      | 185,079 km/h                            | 17. April                               | China  |
| 14  | 2017      | Lewis Hamilton                          | Mercedes                                | Mercedes                                | P                                       | 1:37:36,158 h                           | 5,451 km                                | 56                                      | 187,536 km/h                            | 9. April                                | China  |
| 15  | 2018      | Daniel Ricciardo                        | Red Bull                                | Renault (TAG Heuer)                     | P                                       | 1:35:36,380 h                           | 5,451 km                                | 56                                      | 191,451 km/h                            | 15. April                               | China  |
| 16  | 2019      | Lewis Hamilton                          | Mercedes                                | Mercedes                                | P                                       | 1:32:06,350 h                           | 5,451 km                                | 56                                      | 198,728 km/h                            | 14. April                               | China  |
|     | 2020–2023 | abgesagt aufgrund der COVID-19-Pandemie | abgesagt aufgrund der COVID-19-Pandemie | abgesagt aufgrund der COVID-19-Pandemie | abgesagt aufgrund der COVID-19-Pandemie | abgesagt aufgrund der COVID-19-Pandemie | abgesagt aufgrund der COVID-19-Pandemie | abgesagt aufgrund der COVID-19-Pandemie | abgesagt aufgrund der COVID-19-Pandemie | abgesagt aufgrund der COVID-19-Pandemie | China  |
| 17  | 2024      | Max Verstappen                          | Red Bull Racing                         | Honda RBPT                              | P                                       | 1:40:52,554 h                           | 5,451 km                                | 56                                      | 181,450 km/h                            | 21. April                               | China  |
| 18  | 2025      | Oscar Piastri                           | McLaren                                 | Mercedes                                | P                                       | 1:30:55,026 h                           | 5,451 km                                | 56                                      | 201,451 km/h                            | 23. März                                | China  |

Rekordsieger
Fahrer: Lewis Hamilton (6) • Fahrernationen: Großbritannien (7) • Konstrukteure: Mercedes (6) • Motorenhersteller: Mercedes (10) • Reifenhersteller: Pirelli (11)